# 44/876
Albums par Sting
57th & 9th
(2016) My Songs
(2019)
Albums par Shaggy
SMIX - Mr. Lover Collection
(2014) Wah Gwann?!
(2019)
Singles
1. Don’t Make Me Wait
Sortie : 6 janvier 2018
2. Gotta Get Back My Baby
Sortie : 28 septembre 2018
3. Just One Lifetime
Sortie : 1er mars 2019

44/876 est le treizième album studio  du chanteur britannique Sting en commun avec le Jamaïcain Shaggy, sorti en 2018.
Au Royaume-Uni, 44/876 débute à la 9e place du classement UK Albums Chart et s'écoule à 7 658 exemplaires pour sa première semaine. Il s'agit du premier album de Sting à entrer dans le top 10 depuis Sacred Love (2003) et depuis l'album Hot Shot (2001) pour Shaggy.

## Historique
Lors d'une interview dans l’émission américaine The Tonight Show Starring Jimmy Fallon en avril 2018, Sting narre sa rencontre avec Shaggy. Ce dernier s'est « incrusté » sur la scène durant un concert de Sting : « Il est juste arrivé sur scène pendant Roxanne. Je pensais que c’était Sean Paul » s'amuse Sting. Ce dernier trouve cependant que leurs voix s'accordent bien. Shaggy espère alors convaincre Sting d'enregistrer avec lui le titre Don’t Make Me Wait. Martin Kierszenbaum, producteur du Jamaïcain et manager du Britannique, envoie à Sting la maquette en lui demandant de chanter le refrain. L'enregistrement du titre a lieu à Los Angeles à l'été 2017. Shaggy explique : « Il est arrivé et l’a chanté. Et on a réalisé que nos voix collaient vraiment, et on s’est beaucoup amusé avec ça ». Contre toute attente, un album entier naitra de cette collaboration,.
L'influence majeure de cet album est le reggae, selon Sting :

« J’ai toujours aimé le reggae. Et Shaggy est une star authentique du reggae. Cela a donné une base à notre langage musical commun mais on n'a pas fait un album de reggae. C'est plus un album de pop avec une base de reggae et a on construit ce projet en plusieurs strates avec plusieurs genres musicaux. Ce n'est vraiment pas un album de reggae. [...] Bob Marley a été un de mes mentors, mon professeur et son fantôme hante mes albums mais toujours de façon positive. Je dois beaucoup à la Jamaïque. J'y ai passé du temps dans les années 80 et récemment. »

— Sting, Rolling Stone (avril 2018)

## Titre de l'album
Le titre de l'album correspond aux indicatifs téléphoniques internationaux des pays des deux artistes : 44 pour le Royaume-Uni et 876 pour la Jamaïque.

## Singles
Le premier single, Don’t Make Me Wait, est publié le 6 janvier 2018.

## Critiques
Dans la rubrique Pop du Point, on peut lire que « cet album est un parfait exemple de la dextérité de ces deux hommes à fusionner leurs styles. Inspirés par Bob Marley, ils délivrent un message d'amour, d'espoir, de liberté et d'unité, sur fond de mélodies uptempo chaloupées ».

## Distinction
L'album remporte le Grammy Award du meilleur album de reggae en 2018.

## Liste des titres
| No  | Titre                                    | Auteur | Producteurs                                       | Durée |
| --- | ---------------------------------------- | --- | ------------------------------------------------- | ----- |
| 1.  | 44/876 (feat. Morgan Heritage & Aidonia) | - Martin Kierszenbaum - Orville Burrell - Sting - Dwayne Shippy - Shaun Pizzonia - Sheldon Lawrence - Rohan Oniel Rankine | - Sting International - Dwayne "iLL Wayno" Shippy | 2:59  |
| 2.  | Morning Is Coming                        | - Burrell - Sting - Pizzonia - Rankine                                                                                    | Sting International                               | 3:11  |
| 3.  | Waiting for the Break of Day             | - Burrell - Sting - Shippy Pizzonia                                                                                       | Sting International                               | 3:18  |
| 4.  | Gotta Get Back My Baby                   | - Kierszenbaum, - Sheldon Harris - Andre Fennell - Burrell - Sting                                                        | - Kierszenbaum - Teflon                           | 2:56  |
| 5.  | Don't Make Me Wait                       | - Burrell - Sting - Pizzonia - Kennard Garrett - Ashante Reid - Kameron Corvett                                           | Sting International                               | 3:35  |
| 6.  | Just One Lifetime                        | - Burrell - Sting - Pizzonia - Shane Hoosong - Rankine                                                                    | - Sting International - Hoosong                   | 3:30  |
| 7.  | 22nd Street                              | - Burrell - Sting - Pizzonia - Andrew Bassford - Rankine                                                                  | - Sting International                             | 4:00  |
| 8.  | Dreaming in the U.S.A.                   | - Kierszenbaum - Burrell - Sting - Dominic Miller - Rankine                                                               | - Kierszenbaum - Sting                            | 3:08  |
| 9.  | Crooked Tree                             | - Kierszenbaum - Burrell - Sting - Shippy - Pizzonia - Hoosong                                                            | Sting International                               | 3:37  |
| 10. | To Love and Be Loved                     | - Burrell - Sting - Pizzonia - Rankine - Daudi Henderson                                                                  | - Sting International - Machine Gun Funk          | 3:29  |
| 11. | Sad Trombone                             | - Burrell - Sting - Shippy - Pizzonia                                                                                     | Sting International                               | 5:43  |
| 12. | Night Shift                              | - Kierszenbaum - Burrell - Sting - Miller - Eliot Sumner - Reid                                                           | Kierszenbaum                                      | 3:26  |

| 13. | If You Can't Find Love                              | - Burrell - Sting - Shippy - Miller - Pizzonia - Rankine - Andy Bassford - Joshua Lloyd Thomas - Karl Wesley Wright | Kierszenbaum                              | 3:34 |
| 14. | Love Changes Everything                             | - Andrew Lloyd Webber - Don Black - [Charles Hart                                                                   | Sting International                       | 3:52 |
| 15. | 16 Fathoms                                          | - Kierszenbaum - Burrell - Sting - Rankine                                                                          | Kierszenbaum                              | 3:19 |
| 16. | Don't Make Me Wait (Dave Audé rhythmic radio remix) | - Burrell - Sting - Pizzonia - Garrett - Reid - Corvett                                                             | - Sting International - Dave Audé (remix) | 3:47 |

| 1. | Englishman in New York (Sting)                    | Sting                                                                           |  |
| 2. | Fields of Gold (Sting)                            | Sting                                                                           |  |
| 3. | Message in a Bottle (Sting featuring Agent Sasco) | Sting                                                                           |  |
| 4. | Don't Make Me Wait (Sting et Shaggy)              | - Burrell - Sting - Pizzonia - Kennard Garrett - Ashante Reid - Kameron Corvett |  |
| 5. | Roxanne (Sting et Shaggy)                         | Sting                                                                           |  |
| 6. | Cherrytree Radio Interview with Sting and Shaggy  |                                                                                 |  |

## Classements hebdomadaires
| Classement (2018)              | Meilleure position |
| ------------------------------ | ------------------ |
| Allemagne (Media Control AG)   | 1                  |
| Australie (ARIA)               | 38                 |
| Autriche (Ö3 Austria Top 40)   | 6                  |
| Belgique (Flandre Ultratop)    | 22                 |
| Belgique (Wallonie Ultratop)   | 4                  |
| Canada (Canadian Albums Chart) | 19                 |
| Espagne (Promusicae)           | 35                 |
| États-Unis (Billboard 200)     | 40                 |
| France (SNEP)                  | 3                  |
| Italie (FIMI)                  | 13                 |
| Pays-Bas (Mega Album Top 100)  | 16                 |
| Pologne (ZPAV)                 | 3                  |
| Portugal (AFP)                 | 19                 |
| Royaume-Uni (UK Albums Chart)  | 9                  |
| Suisse (Schweizer Hitparade)   | 5                  |

## Certifications
| Pays           | Certification |
| -------------- | ------------- |
| France (SNEP)  | Or            |
| Pologne (ZPAV) | Or            |

## Crédits
- Selon le livret inclus avec l'album :
- Sting  – chant, basse[1]
- Shaggy – chant
- Dwayne Shippy – production additionnelle, basse, guitare, instrumentation, claviers, percussion, production, arrangements, chœurs
- Kameron Corvet – guitare, producteur
- Dominic Miller – guitare
- Andy Bassford – guitare
- Robert Dubwise – guitare
- Glenn Rogers – guitare
- Martin Kierszenbaum – guitare, basse, clavecin, piano électrique Fender Rhodes, claviers, orgue, piano, synthétiseur, batterie, percussion, production, producteur exécutif, editing
- Shaun  « Sting International » Pizzonia – guitare, basse, batterie, editing, ingénieur, instrumentation, claviers
- Danny Quatrochi – technicien guitare
- Dave Richards – basse
- Robbie Shakespeare – basse, mixing, percussion, production, chœurs
- Geoffrey Keezer – piano
- Steven « Lenky » Marsden – claviers
- Shane Hoosong – batterie, claviers, percussion, production
- Machine Gun Funk – batterie, claviers, production
- Teflon – batterie, claviers, production
- Karl Wright – batterie
- Shaun Darson – batterie
- Zach Jones – batterie, chœurs
- Aidonia – chant
- Morgan Heritage – chœurs
- Kamari Martin – chœurs
- Melissa Musique – chœurs
- Gene Noble – chœurs
- Eliot Sumner – chœurs
- David Barnes – cuivres
- Joel Gonzalez – cuivres
- Zachary Lucas – cuivres
- Robert Stringer – cuivres
- Branford Marsalis – saxophone
- Maggie Buckley – flûte, saxophone
- Kennard Garrett – production
- Clark Gayton – mastering, trombone
- Gene Grimaldi – mastering
- Heather Kierszenbaum – sonorité
- Tony Lake – ingénieur
- Salvador Ochoa – photo recto pochette
- Robert Orton – ingénieur, mixing, percussion, synthé
- Grant Valentine – assistant ingénieur
- Nicole VanGiesen – photographies
- Liam Ward – direction artistique, design